# Tunnel de Liefkenshoek
Le tunnel de Liefkenshoek (en néerlandais Liefkenshoektunnel) est un tunnel payant du Ring 2 au Nord-ouest de la ville d'Anvers qui se trouve près du lieu-dit "Liefkenshoek", sous le fleuve l'Escaut, dans la Province d'Anvers en Belgique.
Construit entre 1987 et 1991, il fut ouvert à la circulation le 10 juillet 1991.
Toujours partie du Ring 2, au nord sous le Kanaaldok, il est précédé par le tunnel Frans Tijsmans (nl), et au sud sous l'écluse de Kallo (nl), par le tunnel de Beveren (nl).

## Spécifications
Le tunnel est d'une largeur 31,25 m, d'une longueur de 1,374 km et d'une hauteur de 9,42 mètres, composé de deux tubes pour la circulation automobile, chacun avec 2 voies et une bande d’arrêt d'urgence.

## Tarification
Les véhicules sont classés en deux catégories : la première pour les véhicules ayant une hauteur inférieure à 2,75 m (6€) et la seconde pour ceux qui ont une hauteur supérieure à 2,75 m (19€).
Les prix varient selon le moyen de payement.

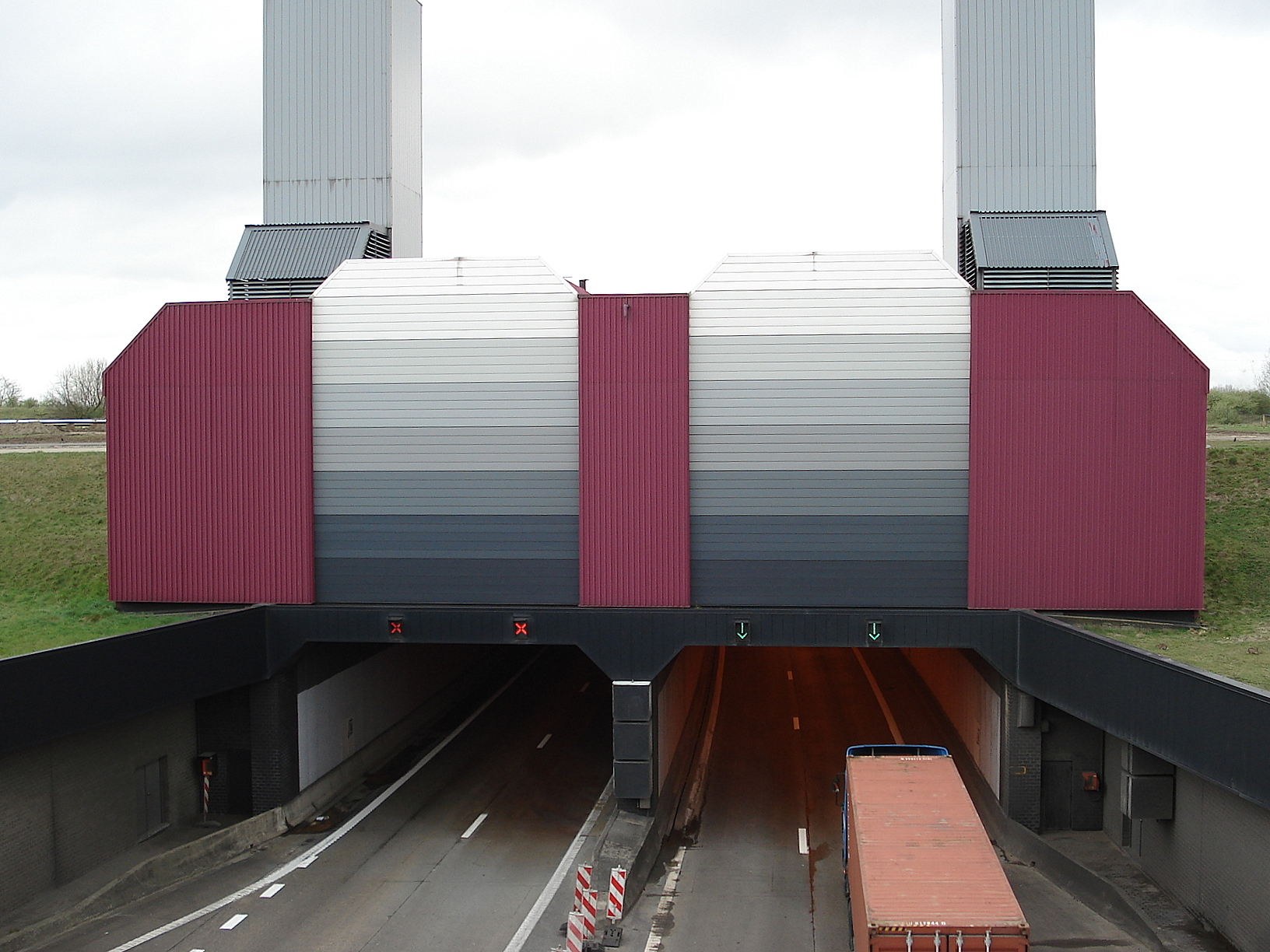
Entrée côté rive droite